# MSC Sinfonia
MSC Sinfonia é um navio da MSC Crociere que navega na África do Sul no verão meridional e na Europa durante o verão setentrional. O  nome do navio deriva da inspiração das notas das sinfonias criadas pelos grandes compositores europeus da música clássica, como Beethoven, Mozart, Debussy, Tchaikovski e Brahms.
Até meados de 2009 realizou cruzeiros pelo Brasil, partindo principalmente de Santos, Rio de Janeiro ou Salvador com destino a Buenos Aires, na Argentina, ou o Nordeste do Brasil. Seu último embarque no país ocorreu em 8 de Abril de 2009, quando partiu para a Europa . Atualmente realiza temporadas na África do Sul e no Mar Mediterrâneo.
A bordo há um simulador de golfe virtual, discoteca, cassino e opções de entretenimento e espetáculo. O navio possui 12 deques, sendo que as hospedagens começam a partir do sétimo deck.